# A Night in the Lonesome October
A Night in the Lonesome October (Una noche del solitario octubre, en español) es una novela del escritor estadounidense Roger Zelazny publicada en 1993, dos años antes de su fallecimiento. Es su último libro, y fue una de sus cinco obras preferidas.
El libro está dividido en 32 capítulos. Cada uno de ellos acontece en una noche del mes de octubre (además de un capítulo introductorio).  La historia está escrita en primera persona, a modo de diario. En la publicación original, 33 dibujos a página completa de Gahan Wilson (uno por capítulo, más otro en la cubierta interior) ilustran una historia fuertemente influenciada por H. P. Lovecraft. El título procede de un verso de "Ulalume" de Edgar Allan Poe, a quien Zelazny incluye en los agradecimientos, entre otros autores cuyos personajes también aparecen en el libro (Mary Shelley, Bram Stoker, Sir Arthur Conan Doyle, Robert Bloch y Albert Payson Terhune).
La obra estuvo nominada al Premio Nebula a la Mejor Novela en 1994. Otra novela de Zelazny, Madwand, incluye un argumento similar, acerca del conflicto creado por apertura de una puerta a otros mundos.

## Argumento
Una noche del solitario octubre está narrada desde el punto de vista de Snuff, el perro de Jack el Destripador. La mayor parte de la historia ocurre en Londres y alrededores, aunque en capítulo se desvía hacia las Tierras del Sueño descritas por Lovecraft en obras como La búsqueda en sueños de la ignota Kadath. Aunque no se indica expresamente, varias referencias contextuales (la más obvia de ellas, la aparición de Sherlock Holmes o «El gran detective», como se le llama en la novela) implican que la historia acontece en la época victoriana tardía.
En la historia se cuenta que, cada pocas décadas, cuando hay luna llena en la noche de Halloween, el tejido de la realidad se debilita y pueden abrirse las puertas al reino de los dioses primigenios. Cuando estas condiciones son propicias, una serie de hombres y mujeres con los conocimientos ocultos adecuados se reúnen en un lugar designado a ejecutar rituales opuestos para mantener dichas puertas cerradas, o para intentar abrirlas, dependiendo de la facción a la que pertenezcan. Si ganan Los Que Cierran, el mundo se mantendrá tal cual es hasta la próxima ocasión, pero si ganan Los Que Abren, los dioses primigenios invadirán la Tierra para apropiarse de ella (esclavizando o matando a la raza humana por el camino). Hasta ahora, los Abridores no han ganado nunca. Los participantes llaman a estas reuniones «El Juego» o «El Gran Juego» e intentan mantener todo esto en secreto para el resto del mundo.
Los distintos participantes de este «juego» que aparecen en el libro son personajes clásicos de la ficción gótica victoriana (Jack el destripador -a quien solo se conoce por «Jack» en la obra), Drácula (llamado «el Conde»), Victor Frankenstein (El Buen Doctor) o el Hombre Lobo (cuyo nombre en la novela es Larry Talbot, el mismo del personaje de la película de Universal de 1941).  Además, hay una Bruja (Jill la Chiflada), un Clérigo (el Párroco Roberts), un Druida (Owen), un Monje Demente (Rastov, inspirado en Rasputín), y dos ocultistas seguidores del hermetismo (Morris y McCab, que se cree inspirado en Samuel MacGregor Mathers, fundador de la Orden Hermética de la Aurora Dorada).
A cada jugador le acompaña un familiar, un animal de inteligencia casi humana que le ayuda con las complicadas preparaciones del ritual. La mayor parte de la historia se cuenta a través de las interacciones y discusiones entre de estos animales, siempre desde el punto de vista de Snuff.
A lo largo de la novela, los jugadores van tomando posiciones, crean alianzas, hacen tratos, luchan e incluso matan a sus enemigos. La trama se va complicando hasta terminar en la noche del 31 de octubre, en la que tiene lugar el ritual que decide el destino del mundo.